# Ivan Kecojević
Ivan Kecojević (en monténégrin cyrillique : Иван Кецојевић), né le 10 avril 1988 à Bar (Yougoslavie, aujourd'hui au Monténégro), est un footballeur international monténégrin, qui évolue au poste de défenseur central.

## Biographie

### Carrière en club
Il participe à la Ligue Europa avec les clubs de l'OFK Belgrade et du FC Zurich. Avec l'OFK, il inscrit un but contre le Torpedo Zhodzina en juillet 2010.
Le 9 août, Ivan quitte le FCZ pour rejoindre le Cádiz CF. Il rejoint le club gratuitement.

### Carrière en sélection
De 2008 à 2010, il fait partie des éléments clés de l'équipe du Monténégro espoirs. 
Il reçoit sa première sélection en équipe du Monténégro le 14 novembre 2012, contre Saint-Marin. Ce match gagné 3-0 à Podgorica rentre dans le cadre des éliminatoires du mondial 2014.

## Palmarès
| FC Zurich - Coupe de Suisse (2) : - Vainqueur : 2014 et 2016. |